# Kardošova Vieska
Kardošová Vieska je místní část obce Domaniža v okrese Považská Bystrica.
Leží v jihozápadní části Žilinské kotliny, v podcelku Domanižská kotlina, na Lednickém potoce v nadmořské výšce 398 m n. m. Nachází se 1 km severovýchodně od centra Domaniže, na cestě II/517 z Považské Bystrice do Rajce. Od Považské Bystrice je obec vzdálena 12 kilometrů.
Na okraji osady stojí pomník SNP.